# Wereldkampioenschappen schoonspringen 2023 – tienmetertoren vrouwen
Het schoonspringen vanaf de tienmetertoren voor vrouwen tijdens de wereldkampioenschappen schoonspringen 2023 vond plaats op 18 en 19 juli 2023 in het Prefecturale zwembad van Fukuoka in Fukuoka

## Uitslag
Finalisten zijn de eerste 12 genoemde deelnemers, aangegeven met groen.
Halvefinalisten zijn de 6 daaropvolgende deelnemers, aangegeven met blauw.
| Goud   | Chen Yuxi                   | China               | 393,00 | 2  | 430,05        | 2             | 457,85        | 1             |               |               |
| Zilver | Quan Hongchan               | China               | 435,60 | 1  | 451,40        | 1             | 445,60        | 2             |               |               |
| Brons  | Caeli McKay                 | Canada              | 322,15 | 5  | 324,05        | 5             | 340,25        | 3             |               |               |
| 4      | Gabriela Agúndez            | Mexico              | 286,45 | 17 | 345,45        | 3             | 325,35        | 4             |               |               |
| 5      | Lois Toulson                | Verenigd Koninkrijk | 293,50 | 12 | 313,90        | 9             | 319,30        | 5             |               |               |
| 6      | Delaney Schnell             | Verenigde Staten    | 310,40 | 8  | 336,55        | 4             | 313,95        | 6             |               |               |
| 7      | Alejandra Orozco            | Mexico              | 318,30 | 6  | 315,50        | 6             | 313,40        | 7             |               |               |
| 8      | Ana Carvajal                | Spanje              | 300,55 | 9  | 313,50        | 10            | 311,70        | 8             |               |               |
| 9      | Christina Wassen            | Duitsland           | 290,60 | 14 | 309,05        | 11            | 306,75        | 9             |               |               |
| 10     | Elena Wassen                | Duitsland           | 298,60 | 10 | 307,30        | 12            | 293,95        | 10            |               |               |
| 11     | Matsuri Arai                | Japan               | 314,10 | 7  | 313,95        | 7             | 288,85        | 11            |               |               |
| 12     | Ingrid Oliveira             | Brazilië            | 298,50 | 11 | 313,90        | 8             | 272,00        | 12            |               |               |
| 13     | Andrea Spendolini-Sirieix   | Verenigd Koninkrijk | 353,90 | 3  | 305,20        | 13            | Uitgeschakeld | Uitgeschakeld | Uitgeschakeld | Uitgeschakeld |
| 14     | Valeria Antolino            | Spanje              | 292,30 | 13 | 292,50        | 14            | Uitgeschakeld | Uitgeschakeld | Uitgeschakeld | Uitgeschakeld |
| 15     | Nikita Hains                | Australië           | 288,50 | 16 | 286,50        | 15            | Uitgeschakeld | Uitgeschakeld | Uitgeschakeld | Uitgeschakeld |
| 16     | Sarah Jodoin Di Maria       | Italië              | 326,65 | 4  | 277,10        | 16            | Uitgeschakeld | Uitgeschakeld | Uitgeschakeld | Uitgeschakeld |
| 17     | Elaena Dick                 | Canada              | 283,90 | 18 | 271,50        | 17            | Uitgeschakeld | Uitgeschakeld | Uitgeschakeld | Uitgeschakeld |
| 18     | Maia Biginelli              | Italië              | 289,75 | 15 | 247,30        | 18            | Uitgeschakeld | Uitgeschakeld | Uitgeschakeld | Uitgeschakeld |
| 19     | Else Praasterink            | Nederland           | 283,65 | 19 | Uitgeschakeld | Uitgeschakeld | Uitgeschakeld | Uitgeschakeld |               |               |
| 20     | Anisley García              | Cuba                | 278,90 | 20 | Uitgeschakeld | Uitgeschakeld | Uitgeschakeld | Uitgeschakeld |               |               |
| 21     | Milly Puckeridge            | Australië           | 267,90 | 21 | Uitgeschakeld | Uitgeschakeld | Uitgeschakeld | Uitgeschakeld |               |               |
| 22     | Nike Agunbiade              | Verenigde Staten    | 264,15 | 22 | Uitgeschakeld | Uitgeschakeld | Uitgeschakeld | Uitgeschakeld |               |               |
| 23     | Moon Na-yun                 | Zuid-Korea          | 257,55 | 23 | Uitgeschakeld | Uitgeschakeld | Uitgeschakeld | Uitgeschakeld |               |               |
| 24     | Pandelela Rinong            | Maleisië            | 256,40 | 24 | Uitgeschakeld | Uitgeschakeld | Uitgeschakeld | Uitgeschakeld |               |               |
| 25     | Nicoleta Muscalu            | Roemenië            | 248,50 | 25 | Uitgeschakeld | Uitgeschakeld | Uitgeschakeld | Uitgeschakeld |               |               |
| 26     | Jade Gillet                 | Frankrijk           | 247,50 | 26 | Uitgeschakeld | Uitgeschakeld | Uitgeschakeld | Uitgeschakeld |               |               |
| 27     | Džeja Patrika               | Letland             | 245,85 | 27 | Uitgeschakeld | Uitgeschakeld | Uitgeschakeld | Uitgeschakeld |               |               |
| 28     | Ciara McGing                | Ierland             | 244,90 | 28 | Uitgeschakeld | Uitgeschakeld | Uitgeschakeld | Uitgeschakeld |               |               |
| 29     | Maycey Vieta                | Puerto Rico         | 244,00 | 29 | Uitgeschakeld | Uitgeschakeld | Uitgeschakeld | Uitgeschakeld |               |               |
| 30     | Cho Eun-bi                  | Zuid-Korea          | 240,50 | 30 | Uitgeschakeld | Uitgeschakeld | Uitgeschakeld | Uitgeschakeld |               |               |
| 31     | Gladies Lariesa Garina Haga | Indonesië           | 237,45 | 31 | Uitgeschakeld | Uitgeschakeld | Uitgeschakeld | Uitgeschakeld |               |               |
| 32     | Mikali Dawson               | Nieuw-Zeeland       | 228,75 | 32 | Uitgeschakeld | Uitgeschakeld | Uitgeschakeld | Uitgeschakeld |               |               |
| 33     | Helle Tuxen                 | Noorwegen           | 222,05 | 33 | Uitgeschakeld | Uitgeschakeld | Uitgeschakeld | Uitgeschakeld |               |               |
| 34     | Elizabeth Miclau            | Puerto Rico         | 207,60 | 34 | Uitgeschakeld | Uitgeschakeld | Uitgeschakeld | Uitgeschakeld |               |               |
| 35     | Nur Binti                   | Maleisië            | 206,45 | 35 | Uitgeschakeld | Uitgeschakeld | Uitgeschakeld | Uitgeschakeld |               |               |
| 36     | Alisa Zakaryan              | Armenië             | 145,95 | 36 | Uitgeschakeld | Uitgeschakeld | Uitgeschakeld | Uitgeschakeld |               |               |